# Phoenix Technologies
Phoenix Technologies is een Amerikaans bedrijf dat werd opgericht in 1979 en actief is als producent van systeemsoftware voor computers.

## Beschrijving
Phoenix werd opgericht in 1979 door Neil Colvin in Boston, Massachusetts. Het bedrijf startte met het ontwikkelen van aangepaste versies van QDOS voor verschillende microprocessorplatforms. Het leverde in de jaren 80 van de twintigste eeuw slechts een beperkte groei op. Met het succes van de IBM PC in 1983 besloot Phoenix om BIOS-software te gaan ontwikkelen voor IBM PC-compatibele computers. Een in licentie gegeven ROM-BIOS zou pc-fabrikanten in staat stellen dezelfde applicaties uit te voeren.
Het bedrijf ontwikkelde een zogeheten cleanroom-principe, waarbij softwareontwikkelaars geen IBM-software konden overnemen, om zo nooit aangeklaagd te kunnen worden wegens inbreuk op rechten van IBM.
Het eerste BIOS van Phoenix werd geïntroduceerd in mei 1984 en hielp de personal computer-industrie groeien. Het bedrijf ontwikkelde ook het BIOS voor de IBM Personal System/2.
Vanaf 1987 groeide het bedrijf aanzienlijk en nam enkele andere bedrijven over. Het aantal medewerkers verdrievoudigde van 1986 tot 1989. In 1992 werd opnieuw uitgebreid en Phoenix nam Quadtel over, die beschikte over nieuwere BIOS-code. Het werd omgedoopt tot PhoenixBIOS.
In 1998 fuseerde Phoenix met Award Software, een belangrijke concurrent.
In 2010 werd Phoenix Technologies eigendom van Marlin Equity Partners.